# Georg Fischler
Georg Fischler (Hall in Tirol, 3 de julio de 1985) es un deportista austríaco que compite en luge en la modalidad doble.
Participó en dos Juegos Olímpicos de Invierno, entre los años 2014 y 2018, obteniendo dos medallas en Pyeongchang 2018, plata en la prueba doble (junto con Peter Penz) y bronce por equipo (con Madeleine Egle, David Gleirscher y Peter Penz).
Ganó seis medallas en el Campeonato Mundial de Luge entre los años 2007 y 2017, y cuatro medallas en el Campeonato Europeo de Luge entre los años 2012 y 2016.

## Palmarés internacional
| Juegos Olímpicos   | Juegos Olímpicos             | Juegos Olímpicos  | Juegos Olímpicos  |
| Año                | Lugar                        | Medalla           | Prueba            |
| ------------------ | ---------------------------- | ----------------- | ----------------- |
| 2018               | Pyeongchang (Corea del Sur)  | Medalla de plata  | Doble             |
| 2018               | Pyeongchang (Corea del Sur)  | Medalla de bronce | Equipo            |
| Campeonato Mundial |                              |                   |                   |
| Año                | Lugar                        | Medalla           | Prueba            |
| 2007               | Igls (Austria)               | Medalla de bronce | Equipo            |
| 2009               | Lake Placid (Estados Unidos) | Medalla de plata  | Equipo            |
| 2012               | Altenberg (Alemania)         | Medalla de bronce | Doble             |
| 2015               | Sigulda (Letonia)            | Medalla de plata  | Doble             |
| 2016               | Königssee (Alemania)         | Medalla de plata  | Doble (velocidad) |
| 2017               | Igls (Austria)               | Medalla de plata  | Doble (velocidad) |
| Campeonato Europeo |                              |                   |                   |
| Año                | Lugar                        | Medalla           | Prueba            |
| 2012               | Paramonovo (Rusia)           | Medalla de oro    | Doble             |
| 2013               | Oberhof (Alemania)           | Medalla de bronce | Doble             |
| 2015               | Sochi (Rusia)                | Medalla de plata  | Doble             |
| 2016               | Altenberg (Alemania)         | Medalla de bronce | Doble             |